# Declaration of Dependence
Declaration of Dependence es el tercer álbum del dúo noruego [Kings of Convenience]. Es también su primer álbum después de cinco años. Salió a la venta el 5 de octubre de 2009. "Mrs Cold" y "Boat Behind" han sido los sencillos en algunos países.
El álbum fue publicado el 21 de septiembre del mismo año únicamente para los subscriptores premium de Spotify. En algunos países (por ejemplo, Polonia) salió a la venta el 28 de septiembre del mismo año.
En Italia, alcanzó un estatus de oro en ventas.

## Pistas
| N.º | Título                    | Duración |  |
| 1.  | «24-25»                   | 3:38     |  |
| 2.  | «Mrs. Cold»               | 3:11     |  |
| 3.  | «Me in You»               | 3:09     |  |
| 4.  | «Boat Behind»             | 3:41     |  |
| 5.  | «Rule My World»           | 3:31     |  |
| 6.  | «My Ship Isn't Pretty»    | 3:47     |  |
| 7.  | «Renegade»                | 4:16     |  |
| 8.  | «Power of Not Knowing»    | 2:23     |  |
| 9.  | «Peacetime Resistance»    | 2:54     |  |
| 10. | «Freedom and Its Owner»   | 3:24     |  |
| 11. | «Riot on an Empty Street» | 3:59     |  |
| 12. | «Second to Numb»          | 3:40     |  |
| 13. | «Scars on Land»           | 3:44     |  |